# 千葉県道91号竹岡インター線

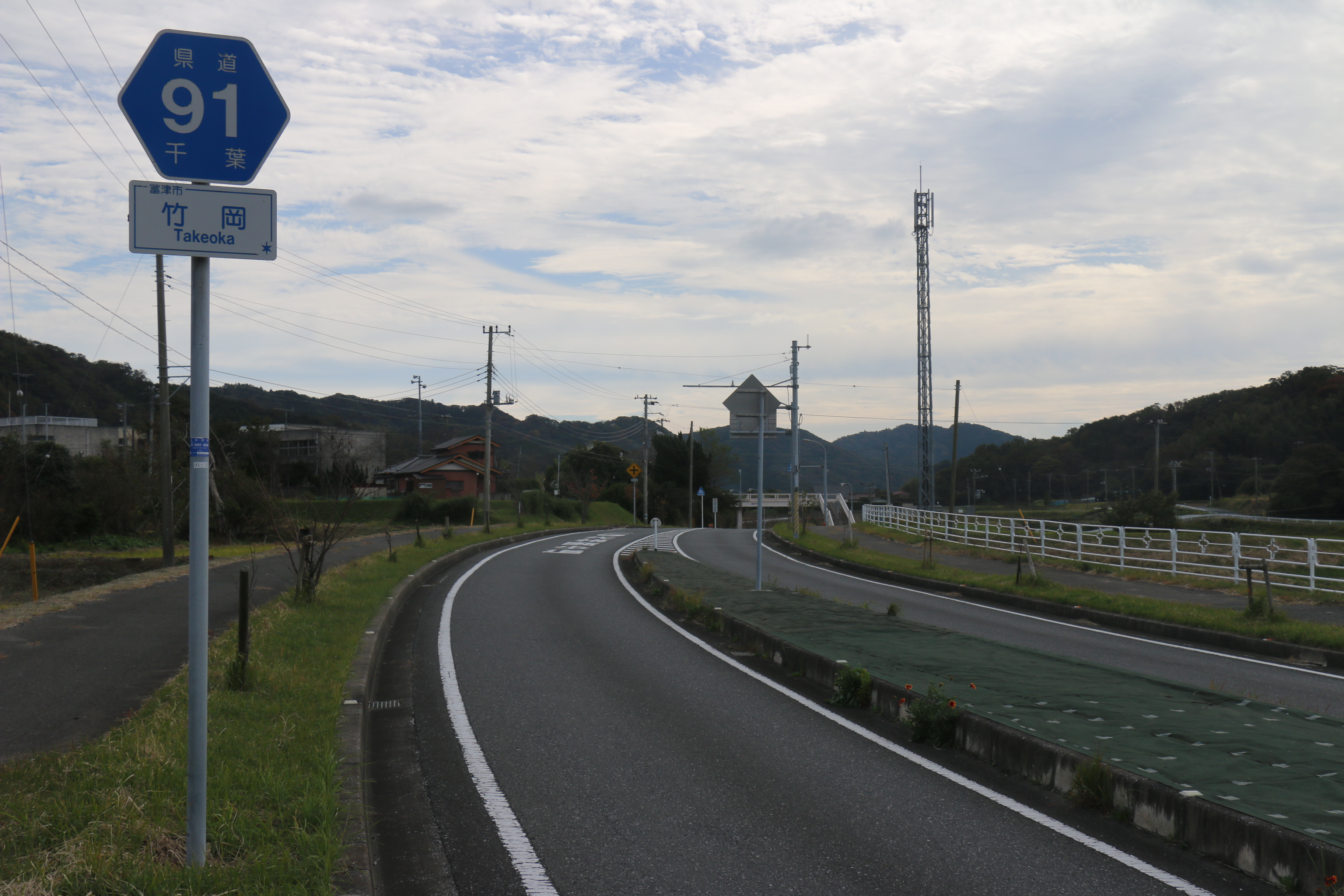
富津市立竹岡小学校付近

千葉県道91号竹岡インター線（ちばけんどう91ごう たけおかインターせん）は、千葉県富津市を起点・終点とする県道（主要地方道）。館山自動車道・富津館山道路の富津竹岡インターチェンジと国道127号を結ぶルートで、同インターチェンジの供用開始に先駆けて1993年（平成5年）に主要地方道に認定された。

## 概要
- 総延長：2,796m（二重経路区間合計）
- 起点：富津市竹岡 富津竹岡インターチェンジ
- 終点：富津市竹岡 竹岡インターチェンジ入口交差点（国道127号交点）
- 認定年月日：1993年（平成5年）5月11日

## 通過する自治体
- 千葉県
  - 富津市

## 経路および交差・接続する道路・鉄道
- 千葉県富津市
  - 富津竹岡インターチェンジ（館山自動車道・富津館山道路）

この間二重経路区間あり
  - 立体交差（内房線）
  - 竹岡インターチェンジ入口交差点（国道127号）

## 周辺の地理・施設
- 白狐川
- 富津市立竹岡小学校
- 天羽老人ホーム
- 東京都豊島区立竹岡健康学園
- 竹岡漁港